# Ala Sarmatarum
Die Ala Sarmatarum (deutsch Ala der Sarmaten) war eine römische Auxiliareinheit. Sie ist durch Inschriften belegt. Die Ala ist sowohl mit dem Numerus Equitum Sarmatarum Bremetennacensium identisch, der in der Inschrift (RIB 583) erscheint, als auch mit dem Cuneus Sarmatarum, der in der Notitia dignitatum aufgeführt wird.

## Namensbestandteile
- Sarmatarum: der Sarmaten. Unter Mark Aurel (161–180) wurden 5500 Reiter aus dem Volk der Sarmaten in die Provinz Britannia verlegt (Cassius Dio, LXXI, 46/16). Die Soldaten der Ala wurden bei Aufstellung der Einheit vermutlich aus diesen Reitern rekrutiert.

- Equitum: der Reiter. Der Zusatz kommt in der Inschrift (RIB 583) vor.

- Bremetennacensium: in Bremetennacum. Der Zusatz bezieht sich auf das römische Hilfstruppenkastell Bremetennacum; er kommt in der Inschrift (RIB 583) vor.

- Gordiani: der Gordianische. Eine Ehrenbezeichnung, die sich auf Gordian III. (238–244) bezieht. Der Zusatz kommt in der Inschrift (RIB 583) vor.

Da es keine Hinweise auf den Namenszusatz milliaria (1000 Mann) gibt, war die Einheit eine Ala quingenaria. Die Sollstärke der Ala lag bei 480 Mann, bestehend aus 16 Turmae mit jeweils 30 Reitern.

## Geschichte
Laut Cassius Dio wurden durch Mark Aurel 175 n. Chr. 5500 Reiter aus dem Volk der Sarmaten in die Provinz Britannia geschickt. Über ihre genaue Organisation und Stationierung in der Provinz ist nichts bekannt. Möglicherweise lösten die sarmatischen Reiter in Ribchester eine andere Reitereinheit ab, die dort durch die Inschrift (RIB 589) für 161/169 nachgewiesen ist. Eine Reitereinheit der Sarmaten ist in Britannien erstmals durch die Inschrift (RIB 583) nachgewiesen, die auf 241 datiert ist; in der Inschrift wird die Einheit als Numerus Equitum Sarmatarum Bremetennacensium Gordiani bezeichnet.
Letztmals erwähnt wird die Einheit in der Notitia dignitatum mit der Bezeichnung Cuneus Sarmatarum für den Standort Bremetenraco. Sie war Teil der Truppen, die dem Oberkommando des Dux Britanniarum unterstanden.

## Standorte
Standorte der Ala in Britannia waren möglicherweise:
- Bremetennacum (Ribchester): Die Inschriften (RIB 583, 594-595) wurden hier gefunden. Darüber hinaus wird sie in der Notitia dignitatum für diesen Standort aufgeführt.

## Angehörige der Ala
Folgende Angehörige der Ala sind bekannt:

### Kommandeure
- [A]el(ius) Antoninus,[A 1] ein Centurio der Legio VI Victrix und Praepositus (um 241) (RIB 583)

### Sonstige
- Iul(ius) Maximus, ein Singularis (RIB 594)